# にかほ市
にかほ市（にかほし）は、秋田県の南西部に位置する市。2005年（平成17年）10月1日に仁賀保町、金浦町、象潟町が合併して誕生した。秋田県で唯一のひらがな自治体である。

## 地理

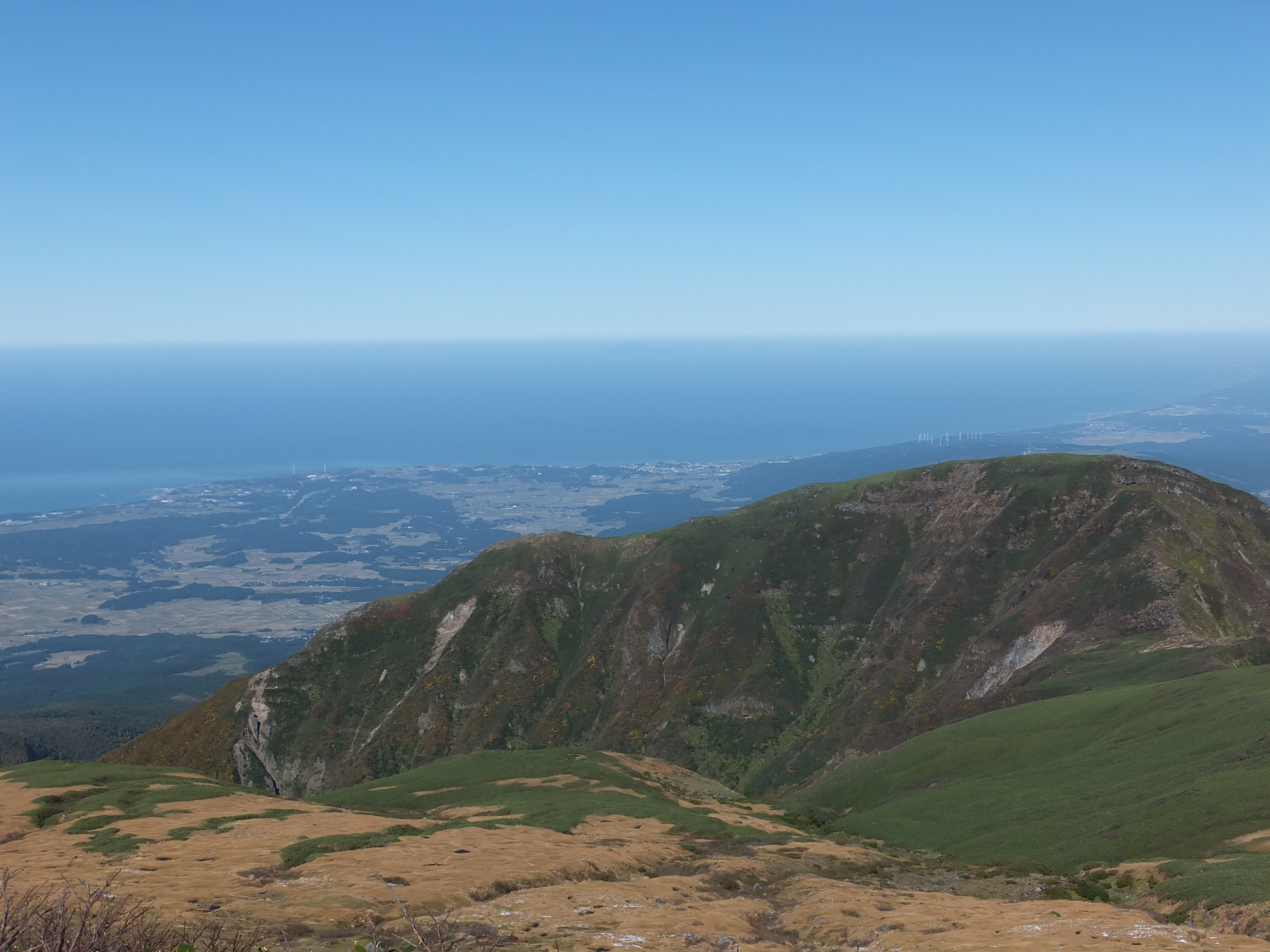
鳥海山から見たにかほ市

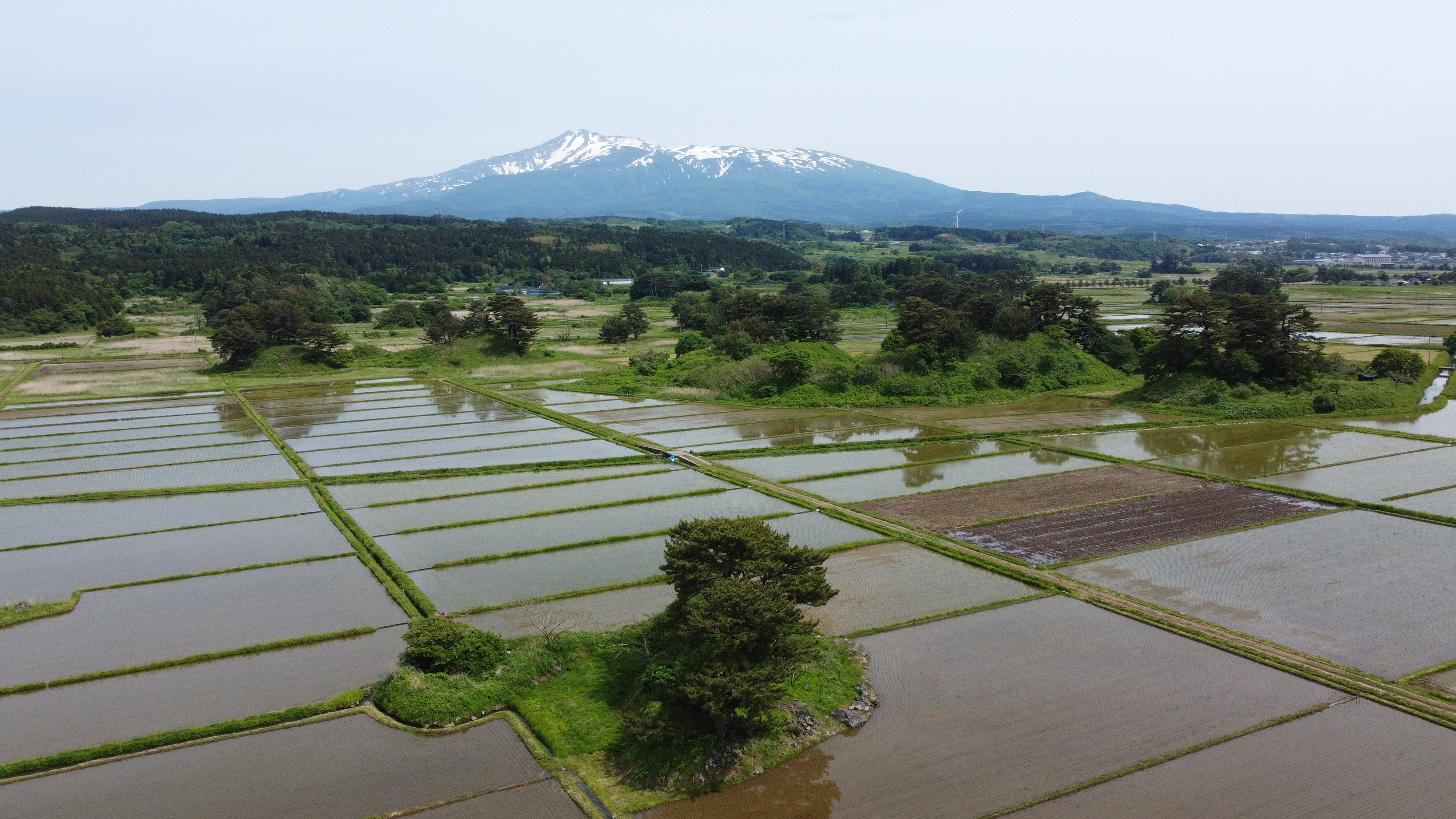
にかほ市の象潟から見た鳥海山

- 山:鳥海山（新山）、観音森、唐吹長峰、飯ヶ森、稲倉岳、物見山
- 河川:奈曾川、赤石川、白雪川、象潟川
- 湖沼:観音潟、竹嶋潟、岩潟、天神男沼、天神女沼、木渡堤、お堤

### 気候
| にかほ（旧名：象潟）（1991年 - 2020年）の気候 | にかほ（旧名：象潟）（1991年 - 2020年）の気候 | にかほ（旧名：象潟）（1991年 - 2020年）の気候 | にかほ（旧名：象潟）（1991年 - 2020年）の気候 | にかほ（旧名：象潟）（1991年 - 2020年）の気候 | にかほ（旧名：象潟）（1991年 - 2020年）の気候 | にかほ（旧名：象潟）（1991年 - 2020年）の気候 | にかほ（旧名：象潟）（1991年 - 2020年）の気候 | にかほ（旧名：象潟）（1991年 - 2020年）の気候 | にかほ（旧名：象潟）（1991年 - 2020年）の気候 | にかほ（旧名：象潟）（1991年 - 2020年）の気候 | にかほ（旧名：象潟）（1991年 - 2020年）の気候 | にかほ（旧名：象潟）（1991年 - 2020年）の気候 | にかほ（旧名：象潟）（1991年 - 2020年）の気候 |
| 月                                            | 1月                                           | 2月                                           | 3月                                           | 4月                                           | 5月                                           | 6月                                           | 7月                                           | 8月                                           | 9月                                           | 10月                                          | 11月                                          | 12月                                          | 年                                            |
| --------------------------------------------- | --------------------------------------------- | --------------------------------------------- | --------------------------------------------- | --------------------------------------------- | --------------------------------------------- | --------------------------------------------- | --------------------------------------------- | --------------------------------------------- | --------------------------------------------- | --------------------------------------------- | --------------------------------------------- | --------------------------------------------- | --------------------------------------------- |
| 最高気温記録 °C （°F）                        | 16.5 (61.7)                                   | 20.0 (68)                                     | 23.0 (73.4)                                   | 28.8 (83.8)                                   | 29.1 (84.4)                                   | 34.4 (93.9)                                   | 37.4 (99.3)                                   | 38.1 (100.6)                                  | 38.2 (100.8)                                  | 32.3 (90.1)                                   | 27.3 (81.1)                                   | 21.7 (71.1)                                   | 38.2 (100.8)                                  |
| 平均最高気温 °C （°F）                        | 5.1 (41.2)                                    | 5.4 (41.7)                                    | 8.4 (47.1)                                    | 13.8 (56.8)                                   | 18.9 (66)                                     | 22.7 (72.9)                                   | 26.4 (79.5)                                   | 28.7 (83.7)                                   | 25.3 (77.5)                                   | 19.6 (67.3)                                   | 13.8 (56.8)                                   | 8.2 (46.8)                                    | 16.4 (61.5)                                   |
| 日平均気温 °C （°F）                          | 2.5 (36.5)                                    | 2.6 (36.7)                                    | 5.2 (41.4)                                    | 10.0 (50)                                     | 15.1 (59.2)                                   | 19.3 (66.7)                                   | 23.3 (73.9)                                   | 25.1 (77.2)                                   | 21.5 (70.7)                                   | 15.9 (60.6)                                   | 10.3 (50.5)                                   | 5.2 (41.4)                                    | 13.0 (55.4)                                   |
| 平均最低気温 °C （°F）                        | −0.2 (31.6)                                   | −0.3 (31.5)                                   | 1.7 (35.1)                                    | 5.8 (42.4)                                    | 11.3 (52.3)                                   | 15.8 (60.4)                                   | 20.3 (68.5)                                   | 21.6 (70.9)                                   | 17.7 (63.9)                                   | 11.8 (53.2)                                   | 6.4 (43.5)                                    | 2.0 (35.6)                                    | 9.5 (49.1)                                    |
| 最低気温記録 °C （°F）                        | −7.6 (18.3)                                   | −8.7 (16.3)                                   | −5.8 (21.6)                                   | −2.4 (27.7)                                   | 3.6 (38.5)                                    | 7.2 (45)                                      | 12.0 (53.6)                                   | 12.7 (54.9)                                   | 8.8 (47.8)                                    | 3.1 (37.6)                                    | −4.5 (23.9)                                   | −6.4 (20.5)                                   | −8.7 (16.3)                                   |
| 降水量 mm （inch）                            | 126.8 (4.992)                                 | 87.6 (3.449)                                  | 90.3 (3.555)                                  | 86.4 (3.402)                                  | 93.8 (3.693)                                  | 105.9 (4.169)                                 | 166.5 (6.555)                                 | 160.1 (6.303)                                 | 152.4 (6)                                     | 166.5 (6.555)                                 | 175.3 (6.902)                                 | 169.8 (6.685)                                 | 1,567.9 (61.728)                              |
| 平均降水日数 （≥1.0 mm）                      | 22.3                                          | 18.0                                          | 15.8                                          | 12.0                                          | 11.1                                          | 10.0                                          | 12.4                                          | 10.4                                          | 12.5                                          | 14.5                                          | 19.0                                          | 23.1                                          | 180.3                                         |
| 平均月間日照時間                              | 33.2                                          | 56.4                                          | 115.3                                         | 175.9                                         | 196.6                                         | 178.8                                         | 161.8                                         | 199.0                                         | 154.5                                         | 132.6                                         | 80.5                                          | 39.7                                          | 1,532.1                                       |
| 出典1：Japan Meteorological Agency            |                                               |                                               |                                               |                                               |                                               |                                               |                                               |                                               |                                               |                                               |                                               |                                               |                                               |
| 出典2：気象庁                                 |                                               |                                               |                                               |                                               |                                               |                                               |                                               |                                               |                                               |                                               |                                               |                                               |                                               |

## 歴史
- 2005年（平成17年）10月1日:由利郡内の3町（仁賀保町、金浦町、象潟町）が新設合併して発足。同時に由利郡が消滅した。

### 町名
「にかほ」は仁賀保の読みをひらがなにしたもの。2003年5月23日、新市名を一任された6人の町長議長により協議が行なわれ、4対2で新市名を「にかほ」市に決定し、法定協議会が全会一致でこれを了承した。

### 合併までのいきさつ
平成の大合併において、2002年6月に法定合併協議委員会を秋田県内で最も早く設立した。しかし新市の名称が「にかほ市」となり、本庁舎の所在地が金浦町役場と決まったことにより、象潟町が反発。町民アンケートでも単独立町が合併推進を上回り多数を占めたため、2003年10月に合併協の離脱を申し入れ、議会もこれに同意した。他の二町はこれに同意せず、合併協議会は枠組みを残したまま中断状態になった。そのため、美郷町が同県に於ける大合併の口火を切ることとなった。
中断中の2004年3月、「新市の名称と事務所の位置」を再協議することについて秋田県知事寺田典城が三町長に対して提案したが、象潟町長はアンケートで自立を選択した町民が多数を占めたことを理由に2点の再協議が行われるのみでは法定協議会に復帰しない意思を示した。
その後、離脱申し入れ当時の象潟町長が任期満了で退任し、それに伴う町長選挙で、合併推進を掲げた元象潟町職員の横山忠長が当選した。象潟町は新市の名称と事務所の位置の再協議を含む三項の申し入れを合併協議会に行い、それに対する合併協議会の了承を受けたうえで、町民アンケートを行い、協議会復帰の意見が多数だったことを受けて、合併協議会に復帰した。再協議の結果、自治体名を「にかほ市」のままとし、本庁舎の所在地を象潟町役場とすることとなった。その後の協議を経て、2005年10月に合併。にかほ市が誕生した。初代市長には、旧象潟町長だった横山が元県職員の候補を退けて就任した。

### 新住所表示
合併協議の遅れによって決まっていなかった合併後の住所は、旧仁賀保町・金浦町地域の住所から旧町名が省かれ、旧象潟町だけ住所に旧町名を残すことになった。このため、合併後の象潟地域で新たに郵便番号を付番した地域が存在する。
旧仁賀保町・金浦町：にかほ市-
旧象潟町：にかほ市象潟町字-、または、にかほ市象潟町○○字-

## シンボル
合併後の2006年（平成18年）、市民からの応募をもとに4種類のシンボル（市の象徴）が選定された。
むら杉〔市の木〕
貴重な天然スギ林を形成するムラスギは、学術的価値が高く市の宝として守り育てるべき木で、秀峰鳥海山に抱かれたにかほ市を象徴する木である。
ねむの花〔市の花〕
にかほ市内に多く生育するネムは、松尾芭蕉『きさかたや』の句にも詠まれ、県内で最も温暖な気候条件にあるにかほ市を象徴する花である。
海鵜（うみう）〔市の鳥〕
市内の海岸に生息するウミウは、大須郷海岸に本州日本海側としては唯一の繁殖地を有し、豊かな環境と生態系を有するにかほ市を象徴する鳥である。
鱈〔市の魚〕
掛魚（かけよ）まつりで知られるタラは、人々と日本海との関わりの歴史を有し、独特の文化を伝承するにかほ市を象徴する魚である。

## 人口
秋田県内の市で最も人口が少ない。
| |                                          |  |
| にかほ市と全国の年齢別人口分布（2005年） | にかほ市の年齢・男女別人口分布（2005年） |  |
| ■紫色 ― にかほ市 ■緑色 ― 日本全国 | ■青色 ― 男性 ■赤色 ― 女性                |  |
| にかほ市（に相当する地域）の人口の推移 \| 1970年（昭和45年） \| 30,542人 \| \| \| 1975年（昭和50年） \| 30,096人 \| \| \| 1980年（昭和55年） \| 31,428人 \| \| \| 1985年（昭和60年） \| 32,033人 \| \| \| 1990年（平成2年） \| 31,838人 \| \| \| 1995年（平成7年） \| 31,336人 \| \| \| 2000年（平成12年） \| 30,347人 \| \| \| 2005年（平成17年） \| 28,972人 \| \| \| 2010年（平成22年） \| 27,544人 \| \| \| 2015年（平成27年） \| 25,324人 \| \| \| 2020年（令和2年） \| 23,435人 \| \| |                                          |  |
| 総務省統計局 国勢調査より |                                          |  |
| 1970年（昭和45年） | 30,542人                                 |  |
| 1975年（昭和50年） | 30,096人                                 |  |
| 1980年（昭和55年） | 31,428人                                 |  |
| 1985年（昭和60年） | 32,033人                                 |  |
| 1990年（平成2年） | 31,838人                                 |  |
| 1995年（平成7年） | 31,336人                                 |  |
| 2000年（平成12年） | 30,347人                                 |  |
| 2005年（平成17年） | 28,972人                                 |  |
| 2010年（平成22年） | 27,544人                                 |  |
| 2015年（平成27年） | 25,324人                                 |  |
| 2020年（令和2年） | 23,435人                                 |  |

## 行政

### 歴代市長
| 代         | 氏名     | 就任年月日     | 退任年月日     | 備考           |
| ---------- | -------- | -------------- | -------------- | -------------- |
| 職務執行者 | 巴徳雄   | 2005年10月1日  | 2005年11月13日 | 旧・仁賀保町長 |
| 初-3代     | 横山忠長 | 2005年11月13日 | 2017年11月12日 | 旧・象潟町長   |
| 4-5代      | 市川雄次 | 2017年11月13日 | 現職           |                |

### 市庁舎
- 象潟庁舎（旧象潟町役場）（市長部局、市議会が所在）
  - 仁賀保庁舎（旧仁賀保町役場）
  - 金浦庁舎（旧金浦町役場）

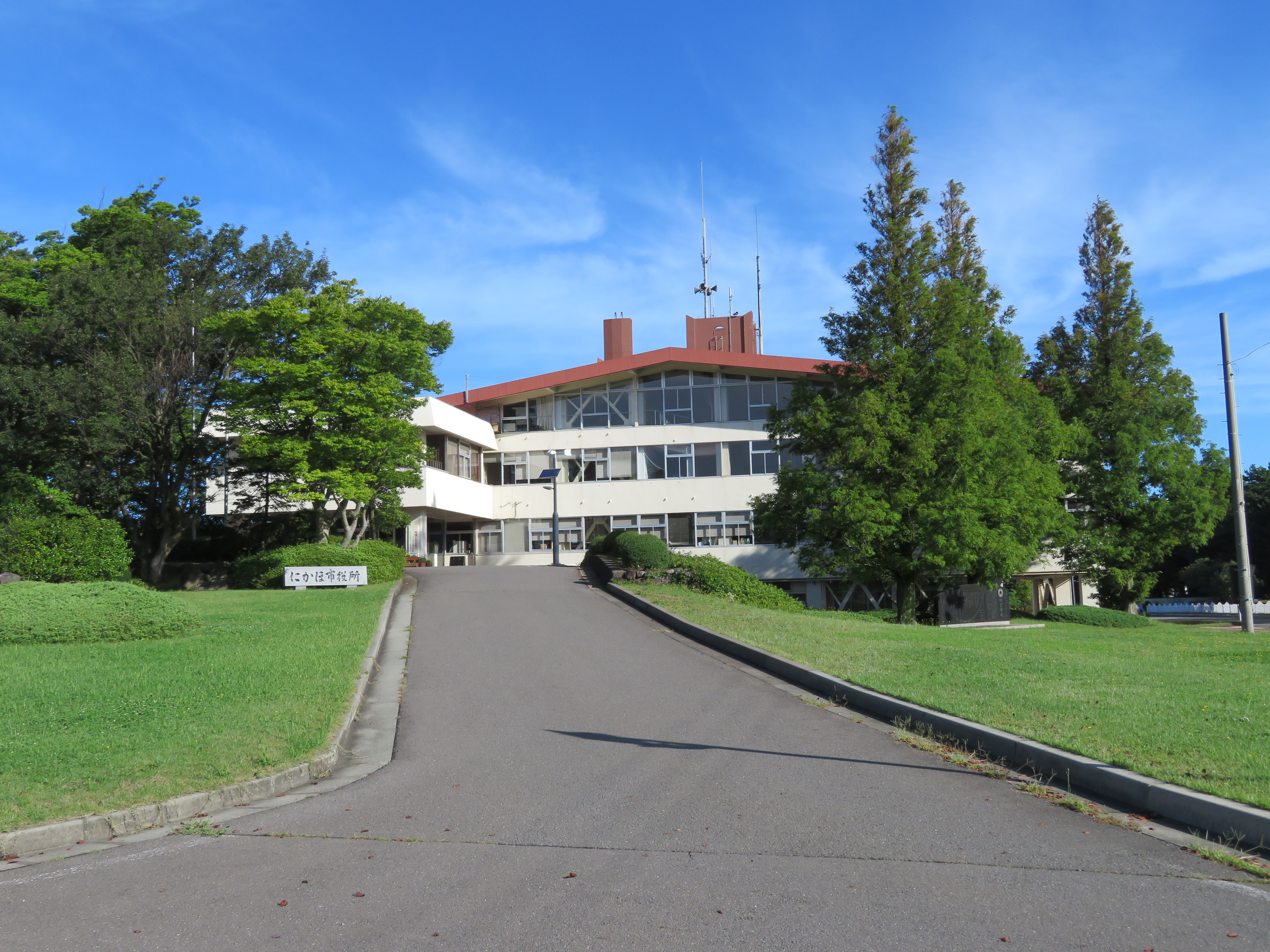
仁賀保庁舎（旧仁賀保町役場）
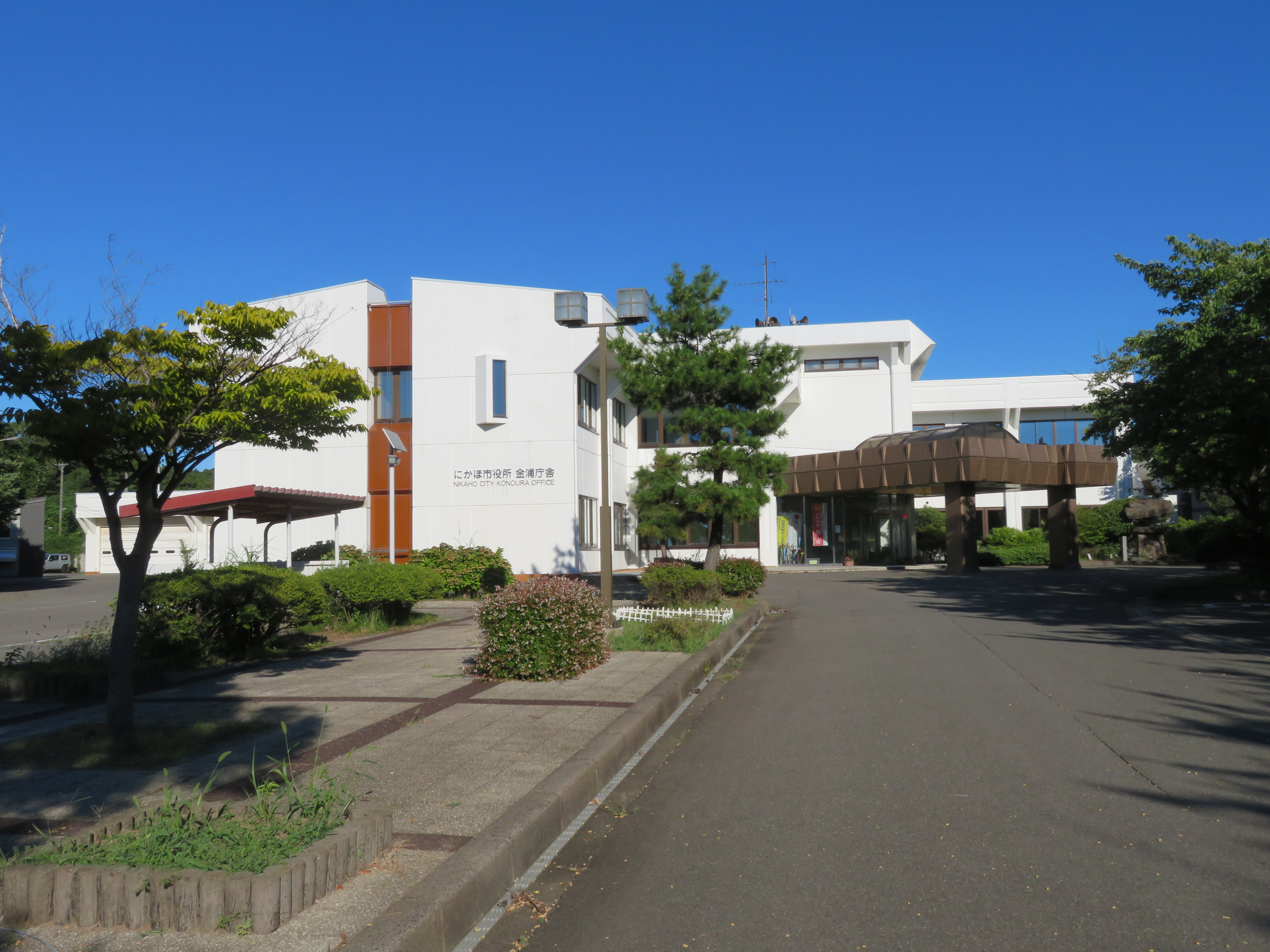
金浦庁舎（旧金浦町役場）

### 警察
- 由利本荘警察署にかほ幹部交番 - 2019年、にかほ警察署が由利本荘警察署に統合され、旧にかほ警察署を幹部交番に改組して発足。

### 消防
- にかほ市消防本部
  - にかほ市消防署

## 経済

### 産業
本市の就業者総数は、12,300 人で、産業別の構成比は、第 1 次産業が 10.1％、 第 2 次産業が 39.2％、第 3 次産業が 50.7％（平成 27 年国勢調査）である。第 1 次産業については、鳥海山の豊富な水資源を利用した稲作を中心とする農業や、日本海の豊かな恵みを活かした漁業が盛んに行われており、農業生産額は32 億円（平成 29 年市町村別農業産出額（推計））、漁業における漁獲量は、1,016t（平成 29 年海面漁業生産統計調査）である。
第 2 次産業については、製造品出荷額等の総額が 1,493 億円となっており、上位から電子部品・デバイス・電子回路製造業が 1,240 億円（83.1％）、生産用機械器具製造業が 138 億円（9.2％）、金属製品製造業が 31 億円（2.1％）である。製造品出荷額等の 8 割以上を電子部品・デバイス・電子回路製造業が占め、生産用機械器具製造業及び金属製品製造業を加えると、大凡 95％となる。製造業種に従事する従業員数は市内従業員数の約 3 割を占めるなど、本市は県内随一のハイテク産業の集積する工業地となっている。（平成28年経済センサス－活動調査）。
また、本市に立地する製造業者は約 150 社にのぼり、本市の産業別にみた生産額では、製造業が全体の 66.4％を占めており、最も高い。また、秋田県全体における製造業の産業別生産額は 22.7％を占めており、県との比較においても圧倒している。（平成27年にかほ市人口ビジョン－産業別域内生産額の構成比（平成 17年））
第 3 次産業については、全産業就業者数の 5 割を占めており、本市の自然や貴重な歴史・文化遺産に支えられた「観光」や「医療、福祉」、「卸売業、小売業」への従事者比率が高くなっている。（平成 27 年国勢調査）

#### にかほ市に本社を持つ企業
- 秋田マシナリー
- 象潟合同交通

- 飛良泉本舗
- リミックス

#### 工業
TDKの企業城下町、またはゆかりの地として知られ、旧・仁賀保町とその周辺には、TDKの工場・関連会社が集中する。硬式野球部も保有している（後述）。

#### 漁業
- 象潟漁港
- 小砂川漁港
- 金浦漁港
- 平沢漁港

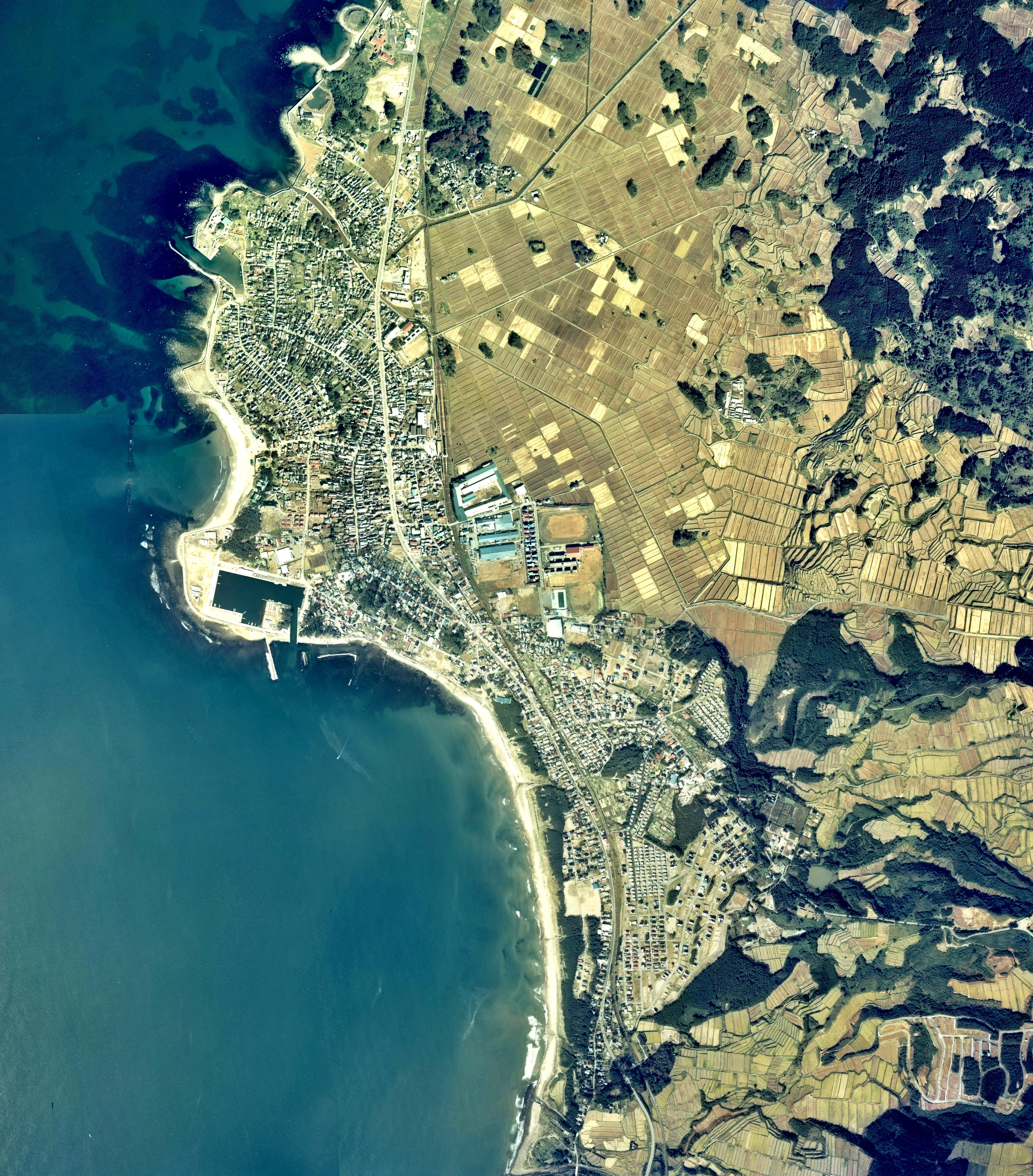
象潟漁港付近の空中写真。1976年撮影の6枚を合成作成。
。

秋田県漁業協同組合が、にかほ市で水揚げされるズワイガニのうち高品質な雄を「秋田 にかほ本ズワイ」に認定してブランド化を図っている。 

#### 郵便局
- 象潟郵便局
- 小滝郵便局
- 上浜郵便局
- 洗釜簡易郵便局
- 仁賀保郵便局
- 由利院内郵便局
- 小出郵便局
- 金浦郵便局
- 大竹簡易郵便局

#### 金融機関
- 北都銀行（仁賀保支店・象潟支店(金浦支店・酒田本町支店) - 指定金融機関
- 秋田銀行（象潟支店(仁賀保支店・金浦支店)）
- 羽後信用金庫（仁賀保支店・象潟支店）
- 秋田しんせい農業協同組合（仁賀保支店・金浦支店・象潟支店）

## 姉妹都市・提携都市

### 国内
- 西尾市（愛知県）
  - 金浦町と吉良町の間での友好親善交流宣言の継続
- 松島町（宮城県）
  - 象潟町との間で夫婦町盟約締結
- 大洗町（茨城県）

### 海外
- ショウニー市（アメリカ合衆国オクラホマ州）
  - 仁賀保町との姉妹都市提携を引き継ぎ、2010年6月27日姉妹都市提携に再調印。
- アナコーテス市（アメリカ合衆国ワシントン州）
  - 象潟町との姉妹都市提携を引き継ぎ、2010年7月2日姉妹都市提携に再調印。
- 諸曁市（中華人民共和国浙江省）
  - 象潟町との友好都市提携を引き継ぎ、2008年10月23日友好交流関係提携協定に調印。

## 交通

### 鉄道
- 東日本旅客鉄道
  - 羽越本線：小砂川駅 - 上浜駅 - 象潟駅 - 金浦駅 - 仁賀保駅 - （出戸信号場）
- 中心となる駅：象潟駅

### バス
- 羽後交通
- にかほ市コミュニティバス

### 道路

#### 高速道路
- E7 日本海東北自動車道
  - 仁賀保IC
  - 金浦IC
  - 象潟IC

#### 一般国道
- 国道7号
  - 道の駅象潟

#### 主要地方道
- 秋田県道32号仁賀保矢島館合線
- 秋田県道58号象潟矢島線

#### 一般県道
- 秋田県道131号鳥海公園小滝線（鳥海ブルーライン）
- 秋田県道166号仁賀保停車場線
- 秋田県道168号象潟停車場線
- 秋田県道285号冬師西目線
- 秋田県道289号上郷仁賀保線
- 秋田県道290号小出金浦線
- 秋田県道296号院内孫七山線
- 秋田県道312号長岡冬師城内線

## 教育

### 高等学校
- 秋田県立仁賀保高等学校

### 中学校
- にかほ市立仁賀保中学校
- にかほ市立金浦中学校
- にかほ市立象潟中学校

### 小学校
- にかほ市立平沢小学校
- にかほ市立院内小学校
- にかほ市立金浦小学校
- にかほ市立象潟小学校

## 名所・旧跡・観光スポット・祭事・催事

### 名所・旧跡・観光スポット
- 蚶満寺
- 山根館 〔県指定史跡〕
- 由利海岸波除石垣
- 象潟 〔天然記念物〕
- 平沢海水浴場
- 象潟海水浴場
- 小砂川海水浴場
- 赤石浜海水浴場
- 仁賀保温泉
- 象潟温泉
- フェライト子ども科学館
- 白瀬南極探検隊記念館
- TDK歴史みらい館
- 獅子ヶ鼻湿原
- 中島台レクリエーションの森
- 飛良泉本舗
- 奈曽の白滝

### 祭事・催事
- 曼荼羅餅占い（1月）
- 鳥海山山開き（7月）
- 象潟祭典（5月）
- トライアスロン芭蕉レース象潟大会（7月中旬）
- きさかた「港」海の幸祭り（7月下旬）
- 日本海花火フェスティバル（8月中旬）
- 上郷の小正月行事 1998年（平成10年）12月16日に国の重要無形民俗文化財に指定された。
- 小滝のチョウクライロ舞 2004年（平成16年）2月6日に国の重要無形民俗文化財に指定された。

## 出身有名人
- 遠藤成（プロ野球選手）
- 齋藤憲三（TDK創始者）
- 白瀬矗（南極探検家）
- 竹内昌也（元プロ野球選手）
- 三浦サリー（歌手）
- 藤本タツキ（漫画家）

## スポーツチーム
- TDK硬式野球部 - TDKが保有する社会人野球の企業チーム。2006年（平成18年）の都市対抗野球で優勝。秋田県勢は勿論の事、東北勢にとっても悲願の初優勝を成し遂げた。
- TDKサッカー部 - TDKが保有していたサッカーチーム。2009年に解散。ブラウブリッツ秋田の前身。

## 市外局番
- 市外局番は0184で、由利本荘市と共通である。